# 도쿄도 제25구
도쿄도 제25구(東京都 第25区)는 일본의 중의원 선거구이다. 1994년 공직선거법으로 신설되었다.

## 지역
- 오메시
- 아키시마시
- 훗사시
- 하무라시
- 아키루노시
- 니시타마군
  - 미즈호정
  - 히노데정
  - 오쿠타마정
  - 히노하라촌